# Sublingua

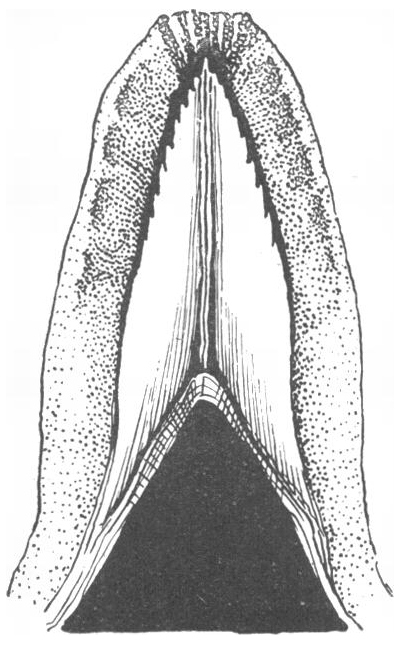
A sublíngua é encontrada na parte inferior da língua primária em társios, primatas lemuriformes e alguns outros mamíferos

A sublíngua ("língua de baixo") é uma língua secundária e muscular encontrada abaixo da língua primária em társios e nos primatas estrepsirrinos vivos, o que inclui lêmures e lorisoides (coletivamente chamados de "lemuriformes"). Embora seja mais desenvolvida nesses primatas, estruturas semelhantes podem ser encontradas em alguns outros mamíferos, como marsupiais, tupaias e cínocéfalos. Esta "segunda língua" não possui papilas gustativas e, nos lemuriformes, acredita-se que seja usada para remover pelos e outros detritos do pente dentário, uma estrutura dental especializada usada para pentear a pelagem durante a catação oral.
Uma estrutura rígida chamada plica mediana ou lytta percorre de frente para trás, pelo centro da sublíngua, para lhe dar suporte. A plica mediana é geralmente feita de cartilagem e prende a sublíngua à parte inferior da língua. Nos lemuriformes, a sublíngua consiste principalmente em duas plicae fimbriatae (singular: plica fimbriata), que correm ao longo dos lados da plica mediana e terminam em bordas serrilhadas em forma de pente, que são endurecidas com queratina. As plicae fimbriatae movem-se livremente numa amplitude limitada. A plica sublingualis, encontrada em todos os primatas, mas particularmente pequena nos lemuriformes, prende a língua e a sublíngua ao assoalho da boca. Os társios têm uma sublíngua grande, mas altamente generalizada, mas os seus parentes vivos mais próximos, os macacos e os símios, não a possuem.
Acredita-se que a sublíngua tenha evoluído a partir de dobras especializadas de tecido abaixo da língua, que podem ser vistas em alguns marsupiais e outros mamíferos. Os símios não têm sublíngua, mas a fimbria linguae [en] encontrada na parte inferior da língua dos grandes símios pode ser uma versão vestigial da sublíngua. Devido à aparência muito variável do tecido sublingual nos primatas, o termo "sublíngua" é frequentemente confundido com a lamela frenal, o frênulo da língua, e outros tecidos sublinguais.

## Estrutura anatômica
A sublíngua é uma língua secundária localizada abaixo da língua primária em társios, primatas lemuriformes e alguns outros mamíferos. Esta estrutura não possui papilas gustativas nem glândulas salivares. Nos lemuriformes, a sublíngua é relativamente grande e a sua borda frontal é geralmente revestida com serrilhados queratinizados (às vezes chamados de "dentículos")..

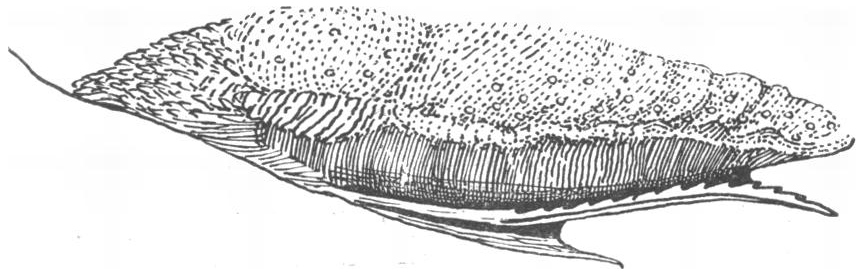
As bordas serrilhadas da sublíngua de um estrepsirrino fazem parte das plicae fimbriatae, enquanto a plica sublingualis, que prende a sublíngua e a língua ao assoalho da boca, é pequena.

Pelo meio da sublíngua corre uma haste espessa de reforço chamada plica mediana ou lytta, que conecta a sublíngua à parte inferior da língua e faz parte do septo lingual (septo da língua). A espessura e o tamanho da plica mediana podem variar entre as espécies, e, exceto nas tupaias, é cartilaginosa e fornece suporte para a sublíngua.
Apenas a ponta serrilhada e frequentemente queratinizada da sublíngua é livre para se mover pequenas distâncias ao longo da parte inferior da língua, enquanto a maior parte de seu comprimento adere à parte inferior da língua. Estas dobras ou filamentos de movimento livre são chamados de plica fimbriata, ligam-se à base da sublíngua e são suportados na linha média pela plica mediana. A plica fimbriata é altamente desenvolvida e especializada em lêmures, e constitui a maior parte da sublíngua.
A dobra que conecta a parte de trás da sublíngua e da língua ao assoalho posterior da boca é chamada de plica sublingualis. Em lêmures, esta é uma estrutura subdesenvolvida que consiste apenas num pequeno crescimento no assoalho da boca. O ponto onde a plica sublingualis se liga ao assoalho posterior da boca marca a localização das glândulas salivares submandibulares.

### Diferenças entre espécies
No aie-aie, a sublíngua não tem a forma de uma escova como na maioria dos lêmures. Em vez disso, existe uma área espessada ao longo da plica mediana ou lytta, que tem uma estrutura em forma de gancho na extremidade. Dentro dos quirogaleídeos, a sublíngua não possui cartilagem, e a sublíngua do lêmure-rato-cinza (Microcebus murinus) tem uma plica mediana distinta e termina em duas projeções semelhantes a lobos que não possuem serrilhados queratinizados, mas têm três cristas queratinizadas que tornam a sublíngua rígida.
Nos társios, a sublíngua não tem serrilhados ao longo da sua ponta e é muito mais simples e generalizada na sua estrutura, tornando-a claramente distinguível da dos primatas lemuriformes. O társio tem uma plica mediana distinta e as suas plicae fimbriatae são grandes e aderem a toda a parte inferior da língua. A plica sublingualis também é proeminente.
Marsupiais como os gambás e o cusu-de-orelhas-grandes (Trichosurus vulpecula) também desenvolveram sublínguas notáveis com uma plica mediana e uma plica fimbriata menos especializada, mas conspícua.

## Função
Originalmente, pensava-se que a sublíngua nos lêmures era um órgão vestigial herdado de seus ancestrais mamíferos. Nos primatas lemuriformes, a sublíngua é usada para remover pelos e detritos do pente dentário altamente especializado, um arranjo de quatro ou seis dentes longos e virados para a frente na mandíbula inferior, usado na catação oral. O pente dentário dos lemuriformes consiste tanto em incisivos como em dentes caninos (que reforçam os incisivos), e juntos, estes dentes finamente espaçados agem como os dentes de um pente. Embora a função de limpeza seja suspeitada há quase um século, não houve uma confirmação clara disso. No entanto, um estudo de 1941 apresentou evidências de que o pente dentário acumulava uma esteira de pelos durante a catação oral, e o autor observou que os lêmures estendem e retraem a língua rapidamente, possivelmente para usar a sublíngua para limpar o pente dentário.
No aie-aie, que substituiu o pente dentário por incisivos de crescimento contínuo, semelhantes aos de roedores, a ponta em forma de gancho da sublíngua encaixa-se precisamente no espaço entre os dois incisivos inferiores e mantém a área limpa. Os társios não têm um pente dentário, o que pode explicar por que a sua sublíngua não possui os serrilhados tipicamente encontrados na sublíngua dos lemuriformes. Embora os cínocéfalos também tenham um pente dentário, consistindo de bordas serrilhadas nas pontas de seus incisivos em vez de dentes alongados e finamente espaçados, eles não têm uma sublíngua. Em vez disso, o seu pente dentário é limpo pela língua, que tem bordas serrilhadas na frente que correspondem aos serrilhados dos incisivos.

## Evolução e desenvolvimento
A sublíngua nos primatas lemuriformes e társios pode ter evoluído a partir das dobras especializadas de tecido abaixo da língua, como visto em alguns marsupiais, como os petauros-do-açúcar (Petaurus breviceps), bem como em alguns mamíferos eutérios embrionários, como baleias e cães. Também é encontrada em alguns mamíferos eutérios adultos, como tupaias, cínocéfalos e roedores. A sublíngua das tupaias, parentes próximos dos primatas, é menos desenvolvida do que nos lemuriformes e társios, mas sugere uma relação filogenética.
A sublíngua nos primatas lemuriformes é totalmente desenvolvida e particularmente única. Os társios, que são mais aparentados com os macacos e símios, também têm uma sublíngua bem desenvolvida, mas não especializada. Os símios, no entanto, não têm uma sublíngua, embora alguns, como os guigós, tenham uma lamela frenal (plica sublingualis) altamente especializada. Todos os primatas têm uma plica sublingualis, e a fimbria linguae [en] (plica fimbriata) encontrada sob a língua dos grandes símios pode ser uma versão vestigial, embora isso ainda seja contestado. A estrutura e a aparência da sublíngua, lamela frenal, frênulo da língua, e outros tecidos sublinguais variam muito entre os primatas e, como resultado, a sua terminologia é frequentemente confundida.

Nas espécies que têm cartilagem na sublíngua ou lytta, essa cartilagem não é derivada do osso hioide ou do segundo arco faríngeo (o osso e a cartilagem que suportam a língua). Em vez disso, a cartilagem da sublíngua é uma estrutura desenvolvida separadamente, adaptada especificamente para suportar a sublíngua.

### Literatura citada
- Ankel-Simons, F. (2007). Primate Anatomy 3rd ed. [S.l.]: Academic Press. ISBN 978-0-12-372576-9
- Cartmill, M. (2010). «Primate Classification and Diversity». In:  Platt, M.; Ghazanfar, A. Primate Neuroethology. [S.l.]: Oxford University Press. pp. 10–30. ISBN 978-0-19-532659-8
- Hartwig, W. (2011). «Chapter 3: Primate evolution». In:  Campbell, C. J.; Fuentes, A.; MacKinnon, K. C.; Bearder, S. K.; Stumpf, R. M. Primates in Perspective 2nd ed. [S.l.]: Oxford University Press. pp. 19–31. ISBN 978-0-19-539043-8
- Hershkovitz, P. (1977). Living New World monkeys (Platyrrhini): with an introduction to Primates. 1. [S.l.]: University Of Chicago Press. ISBN 978-0-226-32788-4
- Hofer, H.O. (1989). «Lightmicroscopical investigations of the sublingua of Microcebus murinus (Cheirogaleidae, Lemuriformes) with remarks on the phylogenetic relations of the tree shrews (Scandentia) to primates». Zeitschrift für Morphologie und Anthropologie. 78 (1): 25–42. PMID 2603472. doi:10.1127/zma/78/1989/25
- Hofer, H.O. (1977). «On the sublingual structures of Tarsius (Prosimiae, Tarsiiformes) and some platyrrhine monkeys (Platyrrhina, Simiae, Primates) with casual remarks on the histology of the tongue». Folia Primatologica. 27 (4): 297–314. PMID 407139. doi:10.1159/000155793
- Wood Jones, F. (1918). «The sublingua and the plica fimbriata». Journal of Anatomy. 52 (Pt 4): 345–353. PMC 1262842. PMID 17103846
- Osman Hill, W.C. (1953). Primates Comparative Anatomy and Taxonomy I—Strepsirhini. Col: Edinburgh Univ Pubs Science & Maths, No 3. [S.l.]: Edinburgh University Press. OCLC 500576914
- Roberts, D. (1941). «The dental comb of lemurs». Journal of Anatomy. 75 (Pt 2): 236–238. PMC 1252661. PMID 17104854
- Rommel, C. (1981). «Sublingual structures in primates. Part 1: Prosimiae, Platyrrhini and Cercopithecinae». Gegenbaurs morphologisches Jahrbuch (em alemão). 127 (2): 153–175. PMID 6788642
- Sonntag, C.F. (1921). «39. The comparative anatomy of the tongues of the Mammalia. - VI. Summary and classification of the tongues of the primates». Proceedings of the Zoological Society of London. 91 (4): 757–767. doi:10.1111/j.1096-3642.1921.tb03290.x
- Szalay, F.S.; Delson, E. (1980). Evolutionary History of the Primates. [S.l.]: Academic Press. ISBN 978-0126801507. OCLC 893740473
- Tattersall, I. (2006). «Chapter 1: Origin of the Malagasy strepsirhine primates». In:  Gould, L.; Sauther, M.L. Lemurs: Ecology and Adaptation. [S.l.]: Springer. ISBN 0-387-34585-X